# The Thing Called Love
The Thing Called Love (Brasil: Um Sonho, Dois Amores ) é um filme de comédia dramática estadunidense lançado em 1993. Foi dirigido por Peter Bogdanovich. Slogan do filme é: "Espere o seu sonho". Conta a história de quatro jovens cantores de música country que buscam o reconhecimento em Nashville, Tennessee, e para isto fazem audições no lendário "The Bluebird Café". Em meio a tantas novidades e aventuras, vivem grandes paixões. Foi o penúltimo filme gravado por River Phoenix, que morreu em 1993.
O filme estrelado por Samantha Mathis como Miranda Presley (não relacionada com Elvis), que vem de Nova York para Nashville, onde ela faz audições no The Bluebird Cafe. Ela não é convidada para se apresentar, mas ela aceita um emprego como garçonete. Ela conhece e se apaixona por James Wright (River Phoenix) e ela faz amizade com Linda Lue Linden (Sandra Bullock).
Enquanto o filme envolve um triângulo amoroso e várias complicações na rota de Miranda para o sucesso, ele fornece um vislumbre adoçado nas vidas dos compositores aspirantes em Nashville.
Este foi o desempenho completo final de Phoenix na tela antes de sua morte.
O "making of" documentário está disponível no lançamento do DVD do filme, intitulado The Thing Called Love:. A Look Back.

## Sinopse
Miranda Presley é uma aspirante a cantora/compositora de Nova York, que adora música country e decide ter suas chances em Nashville, Tennessee, onde ela espera se tornar uma estrela. Depois de chegar na cidade da música depois de uma longa viagem de ônibus, Miranda faz o seu caminho para o Bluebird Cafe, um bar local com uma reputação como uma vitrine para novos talentos. A dona do bar, Lucy, tem um brilho para a recém-chegada corajosa e dá-lhe um emprego como garçonete.
Em pouco tempo, Miranda ficou a conhecer uma série de outros transplantes de Nashville que estão olhando para conseguir um show ou vender uma música, incluindo a doce e de coração aberto Kyle Davidson, mal-humorado, mas talentoso James Wright, e corajosa Linda Lue Linden. Como os quatro amigos lutam para encontrar seu lugar no cenário musical competitivo Nashville, tanto Kyle e James exibir um interesse romântico em Miranda, mas ela é atraída para James, apesar de seu temperamento mal-humorado. Miranda persegue James, e eles acabam se casando, mas eles logo percebem que o casamento dá trabalho. James deixa Miranda para trás para fazer seu álbum, o que ele sempre quis fazer, mas percebe que ele deixou seu coração com ela. Ele volta para o Bluebird Cafe, mas descobre que Miranda deixou a cidade. Miranda retorna e canta uma nova canção, antes timidamente se reunindo com James. Kyle se junta a eles enquanto Linda Lue parte para Nova York, e os três restantes discutem escrevendo uma música juntos.

## Elenco
| Ator                 | Papel            |
| -------------------- | ---------------- |
| River Phoenix        | James Wright     |
| Samantha Mathis      | Miranda Presley  |
| Dermot Mulroney      | Kyle Davidson    |
| Sandra Bullock       | Linda Lue Linden |
| K. T. Oslin          | Lucy             |
| Anthony Clark        | Billy            |
| Webb Wilder          | Ned              |
| Deborah Allen        | Ela mesma        |
| Jo-El Sonnier        | Ele mesmo        |
| Pam Tillis           | Ela mesma        |
| Vern Monnett         | Ele mesmo        |
| Kevin Welch          | Ela mesma        |
| Trisha Yearwood      | Ele mesmo        |
| Carol Grace Anderson | Diner Waitress   |
| Garth Shaw           | Diner Patron     |
| Jimmie Dale Gilmore  | Himself          |

## Recepção
O filme recebeu críticas mistas dos críticos, uma vez que detém actualmente uma classificação de 57% no Rotten Tomatoes baseado em 21 opiniões.